# زیگرون سیگل
زیگرون سیگل (آلمانی: Siegrun Siegl؛ زادهٔ ۲۹ اکتبر ۱۹۵۴) ورزشکار پنج‌گانه زنان اهل آلمان است.
از افتخارات وی میتوان به کسب مدال طلا در بازی‌های المپیک تابستانی ۱۹۷۶ اشاره کرد.